# Савиці-Броніше
Савиці-Броніше (пол. Sawice-Bronisze) — село в Польщі, у гміні Репки Соколовського повіту Мазовецького воєводства.
Населення — 165 осіб (2011).
У 1975-1998 роках село належало до Седлецького воєводства.

## Демографія
Демографічна структура станом на 31 березня 2011 року:
|          | Загалом | Допрацездатний вік | Працездатний вік | Постпрацездатний вік |
| -------- | ------- | ------------------ | ---------------- | -------------------- |
| Чоловіки | 84      | 14                 | 60               | 10                   |
| Жінки    | 81      | 12                 | 50               | 19                   |
| Разом    | 165     | 26                 | 110              | 29                   |